# Фонтана, Юлиан
Юлиан (Жюль) Фонтана (пол. Julian Fontana; 31 июля 1810, Варшава, Варшавское герцогство или Варшава — 23 декабря 1869, XVII округ Парижа, Франция или Париж) — польский пианист и композитор, музыкальный педагог.

## Биография
Лютеранин. Сын выходца из Италии. Окончил Варшавский лицей. Изучал право в столичном университете и обучался в консерватории Варшавы под руководством Юзефа Эльснера. Близкий друг Фредерика Шопена, который в 1840 году посвятил ему 2 Полонеза, opus № 40.
Участник Польского восстания в 1830 году, после поражения бежал в Гамбург, затем эмигрировал во Францию. С 1832 года жил в Париже.
В 1835 году в Лондоне принял участие в концерте в сопровождение 6 пианистов, среди которых были Игнац Мошелес, Иоганн Крамер и Шарль Валантен Алькан.
Выступал с концертами в Европе и Америке, в частности, вместе с итальянским скрипачом Сивори играл в Нью-Йорке, на Кубе и на Гавайях. В Гаване 8 июля 1844 года впервые на острове в его исполнении прозвучала музыка Шопена.
В 1844—1845 годах работал на Кубе музыкальным педагогом. Воспитал ряд известных музыкантов и композиторов, среди них, Николаса Руиса Эспадеро.
С Кубы вернулся в Нью-Йорк, где в 1855 году стал гражданином Соединенных Штатов.
В 1855 году, против воли умершего Шопена, издал сборник неопубликованных рукописей композитора (opus № 66-73), в том числе Fantaisie-Impromptu cis-moll op. 66.
Затем вновь отправился на Кубу, где провёл несколько лет, путешествуя между Гаваной, Нью-Йорком, Парижем и Польшей. В 1859 году он опубликовал 16 «Польских песен» Шопена и opus № 74.
В 1860 году Луи Моро Готшалк посвятил Фонтане две свои композиции, La Gitanella и Illusions perdues.
В 1860-х Фонтана перевëл на польский язык роман «Дон Кихот» Сервантеса. В 1869 году опубликовал книгу народной астрономии.
В конце жизни начал терять слух. Находясь в нищете, в Париже совершил самоубийство надышавшись ядовитым газом — оксидом углерода .
Похоронен на кладбище Монмартр.

## Творчество
Автор салонной музыки Caprices, Reveries, многочисленных мазурок, ноктюрнов и романсов.